# 江氏祠堂
江氏祠堂是臺中市南區的代表性祠堂之一，位於國立中興大學旁的江川里，地址為臺中市南區永和街159號。
江川里的江氏家族，是早期開發的重要功臣，與霧峰林家，齊名為中部兩大家族。
堂內供俸有清雍正四年（1726年）福建永定人江永盛來台入墾時隨身攜帶的口袋媽祖，大廳中央懸掛道光十四年（1834年）書的「義勇」匾額，與江東峰畫像。
江氏祠堂為祭祀公業，堂號為「濟陽堂」，門前右側有「鍵軒亭」。